# 岡山県土地開発公社
岡山県土地開発公社（おかやまけんとちかいはつこうしゃ）は、岡山県が全額出資する土地開発公社である。